# Castell de Canterbury
El Castell de Canterbury és un castell normand que es troba a Canterbury, Kent, Anglaterra i fou un dels tres castells originals de Kent (sent els altres dos el de Rochester i el de Dover).
Originalment va ser construït per ordre de Guillem el Conqueridor a l'octubre de 1066 després de la presa de la principal calçada romana que unia Dover i Londres, i més tard reforçat en pedra després de la batalla de Hastings entre els anys 1110 i 1135.

## Fases

### Segle XI: Construcció en fusta
L'any 1066, sota el regnat de Guillem el Conqueridor, es va construir un castell demota castral (també anomenat de mota i pati), fet de fusta a la zona. La seva mota (pujol artificial defensiu) podria ser el monticle que encara és visible en els jardins Dane John (que antigament van poder ser un túmul romà) propers a l'actual castell de pedra.

### Segle XII: Construcció en pedra
La gran torrassa de pedra va ser construït durant el regnat d'Enric I d'Anglaterra. Aquesta gran estructura tenia unes dimensions de 30 i 25 metres a la base, i una altura almenys de 20 metres. Es va construir amb pedra i enderrocs.
Al segle xiii el castell es va convertir en la presó del comtat. Durant la Primera Guerra dels Barons, va ser rendit a les tropes franceses. L'any 1380 es va construir una nova porta.
Al segle xix va ser comprat per una companyia de gas i es va utilitzar com a centre d'emmagatzematge durant molts anys, període durant el qual va ser destruït l'últim pis.

### Actualitat
El castell és ara propietat de les autoritats locals i és una de les principals atraccions turístiques de Canterbury juntament amb la Catedral.

## Galeria d'imatges del Canterbury Castle

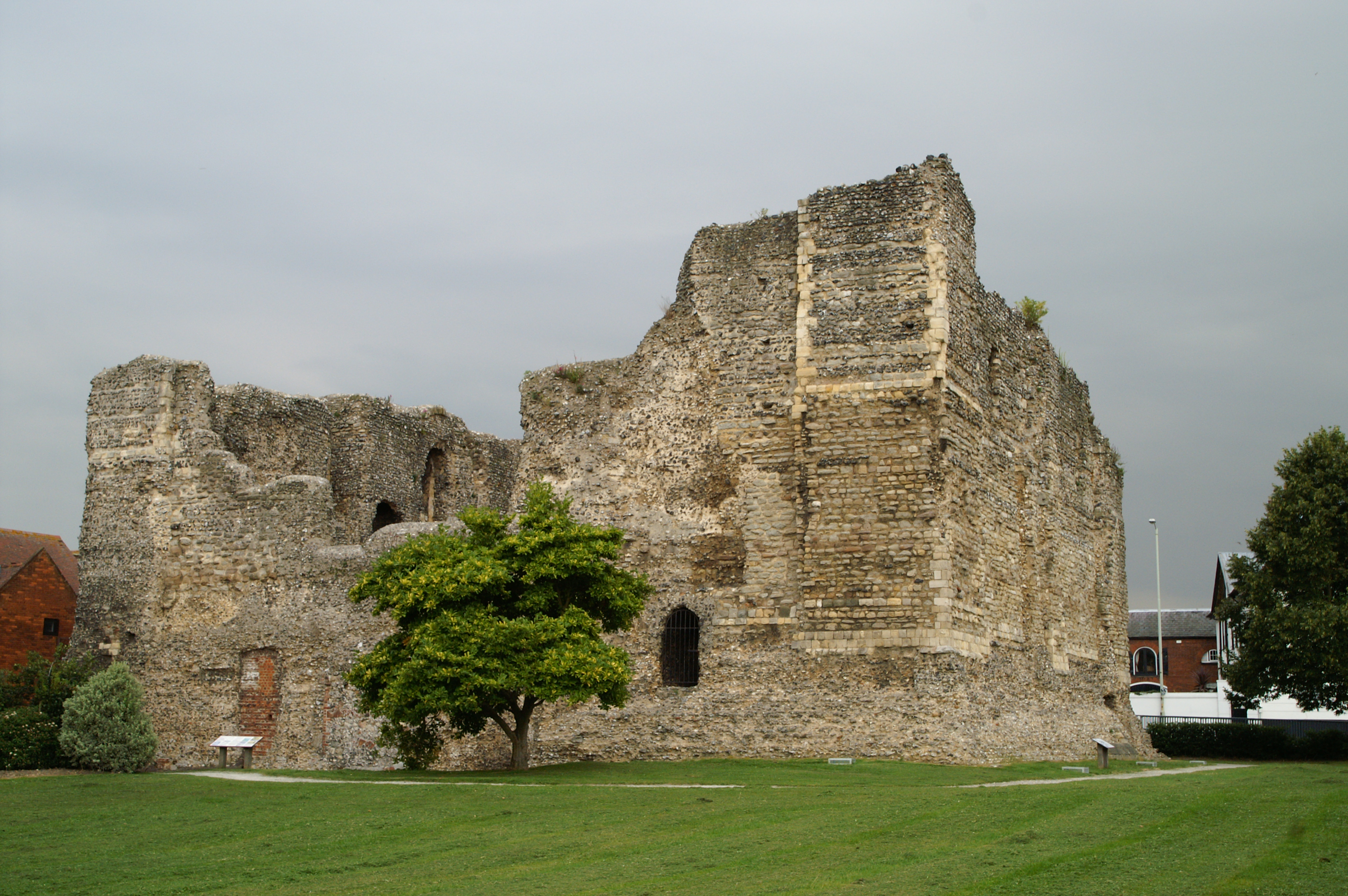
Restes del castell construït entre 1100 i 1135.
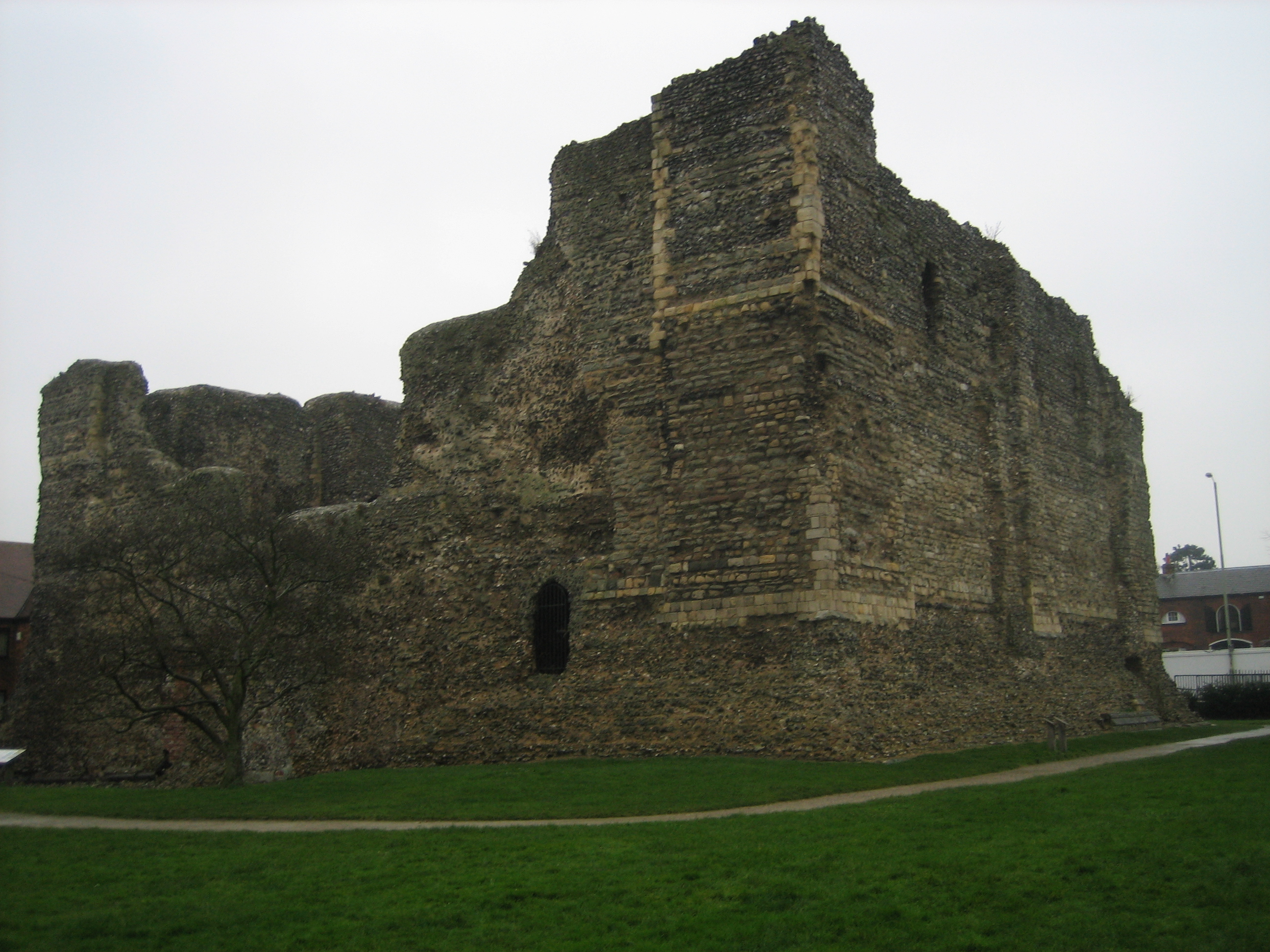
Canterbury Castle
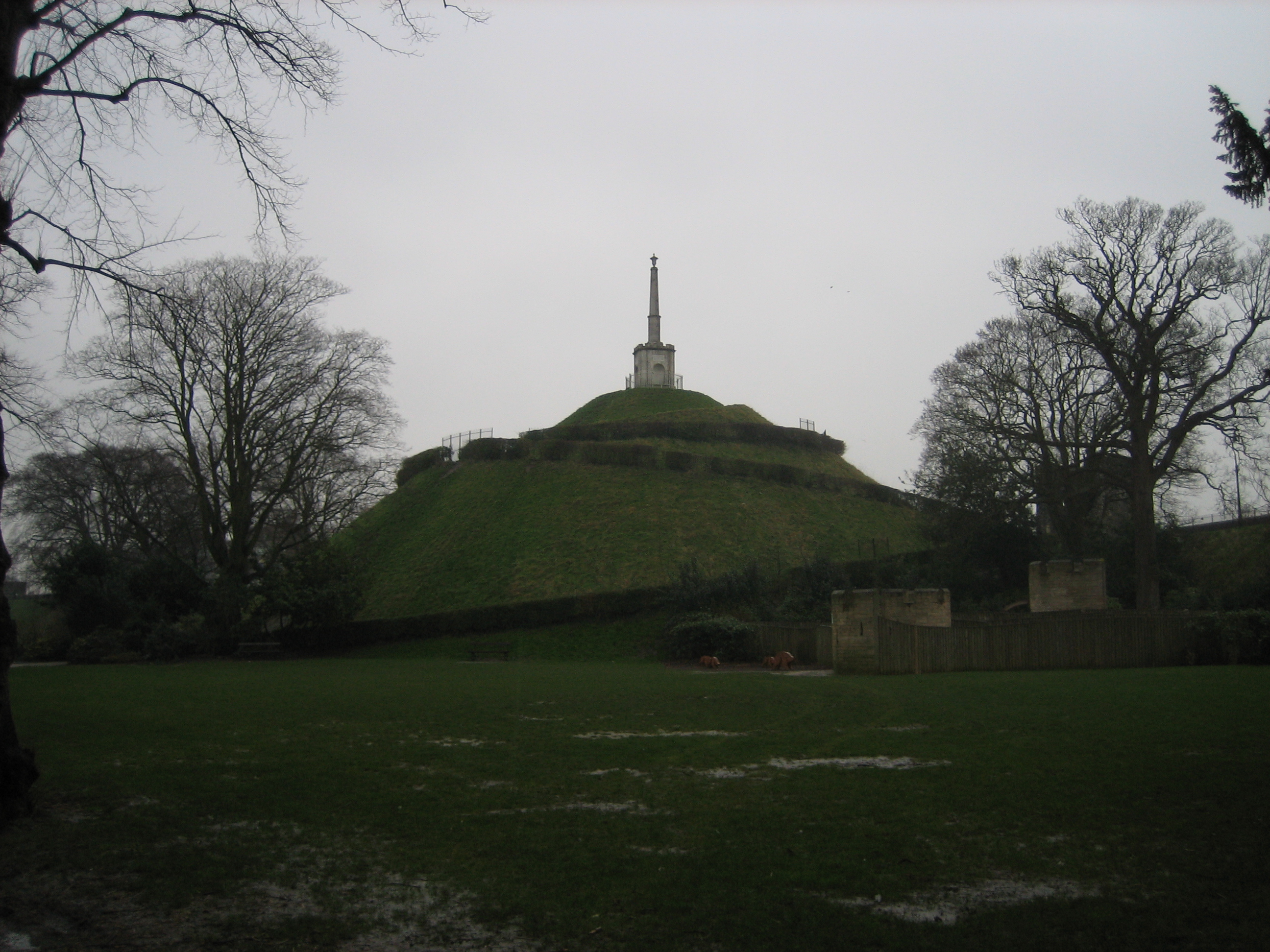
Dane John gardens - la probable mota
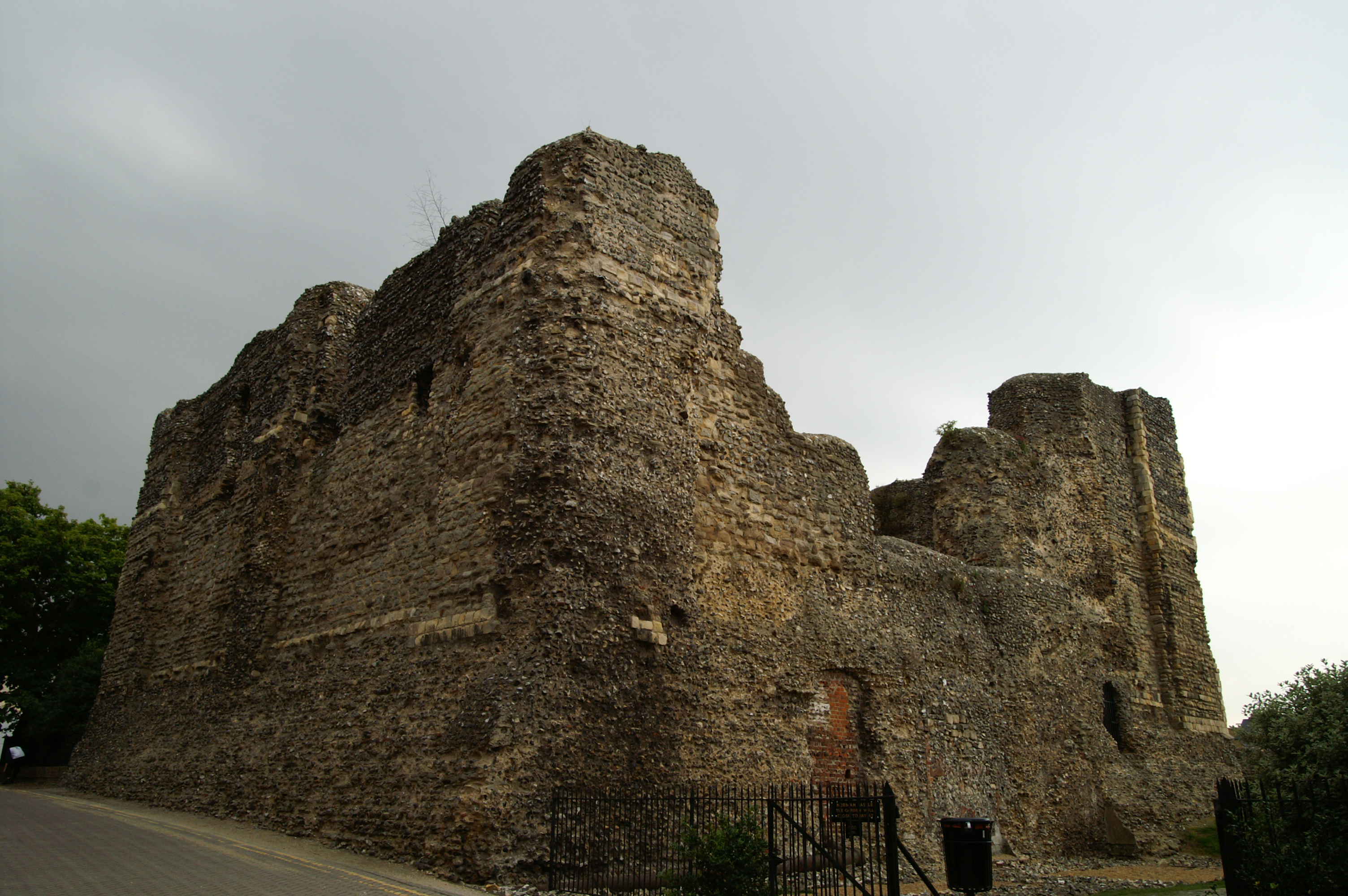
Canterbury Castle